# Craig Davies
Craig Martin Davies, född 9 januari 1986 i Burton upon Trent, Staffordshire, är en England-född walesisk fotbollsspelare som spelar för Mansfield Town. 
Han gjorde debut för det walesiska landslaget mot Slovenien 17 augusti 2005.
Den 29 juni 2018 värvades Davies av League Two-klubben Mansfield Town, där han skrev på ett tvåårskontrakt.